# Brian Friel

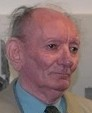
Brian Friel

Brian Friel (Omagh, 9 januari 1929 – Greencastle, 2 oktober 2015) was een Iers toneelschrijver.

## Biografie
Friel werd geboren in 1929 in Noord-Ierland. In de jaren 50 werkte hij als leerkracht. In die tijd schreef hij zijn eerste hoorspel: A Sort of Freedom. In 1960 stopte hij als leerkracht om zich volledig toe te leggen op het schrijven van toneelstukken. Zijn doorbraak kwam er in 1962 met het stuk The Enemy Within, waarmee hij succes boekte in het Abbey Theatre. Zijn stuk Dancing at Lughnasa werd in de jaren 90 verfilmd met Meryl Streep en Michael Gambon in de hoofdrollen. 
Friel overleed in 2015 op 86-jarige leeftijd.

## Oeuvre
- 1958 · This Doubtful Paradise
- 1959 · The Saucer of Larks - Stories of Ireland
- 1962 · The Enemy Within
- 1964 · Philadelphia (Philadelphia Here I Come!)
- 1967 · Lovers
- 1968 · Crystal and Fox
- 1973 · The Freedom of the City
- 1975 · Volunteers
- 1977 · Living Quarters
- 1979 · Aristocrats
- 1979 · Faith Healer
- 1993 · Wonderful Tennessee
- 1995 ·  Molly S. (Molly Sweeney)
- 1997 ·  Give Me Your Answer, Do!
- 1980 · Translations
- 1981 · Three Sisters
- 1982 · The Communication Cord
- 1989 · Making History
- 1990 ·  Dancing at Lughnasa
- 1998 · Uncle Vanya
- 2001 · The Yalta Game
- 2002 · The Bear
- 2004 · The Home Place

- Bibsys: 90116993
- Biblioteca Nacional de España: XX5658859
- Bibliothèque nationale de France: cb119036305 (data)
- Catàleg d'autoritats de noms i títols de Catalunya: 981058526458406706
- CiNii: DA01593189
- Gemeinsame Normdatei: 118990829
- International Standard Name Identifier: 0000 0001 2102 4464
- Library of Congress Control Number: n50024152
- Nationale Bibliotheek van Letland: 000067806
- MusicBrainz: ed8f28cb-a286-4474-87e2-a65fa16a1b92
- Bibliotheek van het Japanse parlement: 00466767
- Nationale Bibliotheek van Tsjechië: js20021202022
- Nationale bibliotheek van Australië: 36247376
- Nationale Bibliotheek van Israël: 987007462705805171
- Nationale Bibliotheek van Polen: a0000002524981
- Nationale en Universitaire bibliotheek Zagreb: 000384273
- Nederlandse Thesaurus van Auteursnamen: 069570051
- Réseau des bibliothèques de Suisse occidentale: 02-A003265251
- LIBRIS: 187512
- SNAC: w6hf0mqt
- Système universitaire de documentation: 026875497
- Virtual International Authority File: 76315726
- WorldCat: E39PBJpyqHDfdbGjpjdkHX8t8C